# Joseph Oury
Pour les articles homonymes, voir Oury.
Joseph-Marie Oury est un organiste, compositeur et pédagogue français né à Treveray, Meuse, le 27 mars 1852 et mort à Toul le 3 août 1949.

## Éléments biographiques
Joseph-Marie Oury nait au sein d'une famille de huit enfants dans le petit village de Tréveray où son père Alexandre, instituteur, tient l'harmonium de l'église du village. Son père Alexandre meurt en 1860. Il est recueilli par son oncle paternel qui enseigne sous le nom de frère Allison à l'institut des frères des écoles chrétiennes de Caen.
En Normandie Joseph Oury suit de solides études classiques et musicales au cours desquelles il fait la connaissance et se lie d'amitié avec Pierre Daru (1843 - 1872) fils de Napoléon Daru. C'est par le biais de cette relation amicale qu'à l'âge de 16 ans environ il approche la famille impériale. Son oncle frère Allison le pousse à entrer au service des écoles chrétienne et c'est sous statut religieux qu'il enseigne au Havre. Cette situation ne lui plaisant guère il abandonne sa fonction et s'engage dans l'armée à l'aube du conflit franco-prussien. Il sert comme secrétaire d'un officier basé à Varangéville.
Il épouse une veuve après 1871 et après un court séjour à Saint-Nicolas-de-Port, il part avec sa femme à Paris où il convoite un poste de professeur au conservatoire. Sa vie parisienne, ses relations passées lui permettent de côtoyer des musiciens et personnalités tels que Vincent d'Indy, Saint-Saëns, Dom Pothier.
En 1878 au cours d'un séjour dans sa Meuse natale le facteur d'orgue Nicolas-Théodore Jaquot lui apprend que le poste d'organiste de la cathédrale de Toul est vacant. Oury, plus par curiosité de découvrir l'orgue de la cathédrale, se rend à Toul, joue diverses pièces de Bach devant les membres du chapitre qui à l'unanimité l'engagent aussitôt. L'orgue, le site, l'impressionnent; malgré tout il hésite puis accepte le poste temporairement. Mais Ambroise Thomas ne lui a toujours pas donné de réponse pour le poste de professeur, et ce qui devait n'être qu'une étape du retour vers Paris, se mue en un séjour de 71 années dans la cité Lorraine.